# Christoph Kolumbus oder Die Entdeckung Amerikas
Christoph Kolumbus oder Die Entdeckung Amerikas ist eine westdeutsche Fernsehproduktion aus dem Jahr 1969 von Helmut Käutner nach dem gleichnamigen Bühnenwerk von Walter Hasenclever und  Kurt Tucholsky alias Peter Panter von 1932. Das Stück war am 24. September 1932 im Leipziger Schauspielhaus uraufgeführt worden, das Manuskript wurde jedoch erst 1985 publiziert. Die Sendung wurde vom Hessischen Rundfunk produziert, die Choreographie gestaltete Gene Reed. Die Erstausstrahlung fand am 7. September 1969 in der ARD statt.

## Handlung
Die Rahmenhandlung spielt in der filmischen Gegenwart 1969, die Rückblenden zwischen ca. 1491 und 1505.
1969. Pepi, Nachfahre von Pepi, eines der Mitreisenden des Christoph Kolumbus auf der Entdeckungsreise nach Amerika, betreibt in Sevilla in 25ter Generation die Kneipe Zum goldenen Anker. Pepi betreibt die Kneipe nebenbei als Museum und zeigt soeben eingetroffenen Gästen aus den USA, die nun Europa entdecken wollen, den 1495 eingerichteten Stammtisch von Kolumbus und seinen Männern.
Um 1490 im Schloss Santa Fe. Der spanische Kanzler Luis de Santángel streitet sich mit Schatzmeister Quintanilla über die marode finanzielle Lage Spaniens, die dringend aufgebessert werden muss, als Kolumbus erscheint, der als lästiger Bittsteller angesehen wird. Immerhin darf der Genuese in einem Kollegium, an dem auch Königin Isabella teilnimmt, seine Ansichten vertreten. Als Kolumbus behauptet, es gäbe einen Seeweg nach Indien auf einer westlichen Route statt einer östlichen um Afrika herum, wird ihm von Pater Gonzala Blasphemie vorgeworfen, da die Erde bekanntlich eine Scheibe sei und keine Kugel. Kolumbus widerspricht und erhält Unterstützung von einem liberal gesinnten Pater. Schließlich entscheidet die Königin, Kolumbus eine Chance zu geben und eine Expedition auszurüsten.
Damit der spanische Staat die finanzielle Kontrolle über das Unternehmen behält, wird Kolumbus der aalglatte Finanzinspektor Vendrino an die Seite gestellt. Aus Sparsamkeitsgründen hat Vendrino, statt Seeleute anzuheuern, Gefängnisinsassen als Mannschaft besorgt. Als sich Kolumbus darüber empört, dass er mit Lumpen, Räubern und  Mördern ein Land erobern soll, beruhigt ihn Vendrino mit den Worten, dass dies schon einmal vorgekommen sein soll. Die Flotte läuft aus Palos de la Frontera aus.
Nach siebenwöchiger Fahrt nach Westen will die Mannschaft umkehren. Ein Teil der Erbsen im Proviant ist steinhart, da es sich wirklich um Steine handelt, weil Vendrino beim Einkauf echter Erbsen gespart hat. Als auf der Santa Maria eine Meuterei ausbricht, fordert Kolumbus von Vendrino eine Entscheidung, Weiterfahrt oder Umkehr. Vendrino erklärt, dass er als Beamter für die Weiterfahrt, als Demokrat jedoch für die Umkehr ist und antwortet mit einem klaren „Jein“. Die Entscheidung wird Kolumbus abgenommen, da Pepi, Vorfahr des 25. Pepi, vom Lokus aus Land sichtet. Vendrino beglückwünscht Kolumbus zur Entdeckung, da nun das Kolonialzeitalter angebrochen ist.
1969. Pepi der 25te erklärt seinen amerikanischen Gästen, dass dieser Tag der Entdeckung des Landes die Welt verändert hätte wie heutzutage die Mondlandung.
August 1492. An Land spielen ein Häuptling, ein Medizinmann und zwei weitere Eingeborene Karten und rauchen dabei Zigarren. Als ein Eingeborener dem Häuptling meldet, dass ein Kriegsschiff gesichtet worden sei, auf dem sich bewaffnete Männer befinden würden, glaubt er ihm nicht; schließlich habe man Kriegsschiffe und Waffen schon vor langer Zeit abgeschafft, da sie nur Unheil anrichten würden. Der Medizinmann vermutet, dass es sich um Wilde handeln könnte, vielleicht sogar um Menschenfresser. Ein anderer Kartenspieler berichtet, dass sein Urgroßvater ihm von einem Erdteil berichtet habe, wo sich Menschen gegenseitig abschlachten würden, die Gegend solle Europa oder so heißen.
Kolumbus stellt sich den Eingeborenen vor und erklärt ihnen, dass sie nun entdeckt sind. Die Spanier kämen in freundlicher Absicht und wollten nur Besitz von dem Land ergreifen, dessen Vizekönig er nun sei. Als die Eingeborenen fragen, wie groß Spanien ist, erklären die Seefahrer, dass Spanien das größte Land der Erde sei und gerade deshalb Kolonien brauche. Da die Eingeborenen den Begriff Kolonie nicht kennen, wird er ihnen erklärt: Kolonien seien Länder, die von Spanien zivilisiert werden, um den Einwohnern die Segnungen der spanischen Kultur zu bringen, während gleichzeitig die einheimischen barbarischen Sitten und Gebräuche abgeschafft werden und die Menschen dort nun genauso leben wie die Spanier. Dann gehörten die Länder den Spaniern.
Der Häuptling erklärt, dass es in diesem Land nichts gäbe, was für Spanien interessant sein könnte, doch da entdecken die Seefahrer den Goldschmuck der Eingeborenen. Diese wollen jedoch ihr Gold nicht tauschen, da sie nichts weiter benötigen; woraufhin Vendrino ihnen erklärt, dass ein moderner Staat nun einmal mit Waren handeln müsse, auch wenn die potentiellen Käufer die angebotenen Waren gar nicht brauchen. Falls sie sich weigerten, werde eben Krieg gegen sie geführt. Nach dem Sieg werde dann den Besiegten Geld geliehen, damit sie Waren kaufen können. Als die Spanier Waffen konfiszieren wollen, erklärt der Häuptling, dass es gar keine mehr gäbe; seit der Abschaffung von Waffen, Banken und Kriegsschiffen herrsche Friede.
Als der Häuptling Kolumbus seine Tochter Anacoana anbietet, um mit ihr die Nacht zu verbringen, will der Admiral sich weigern, doch Vendrino erklärt ihm, dass für das Vaterland Opfer gebracht werden müssen. Außerdem müsse sofort eine Besatzungsherrschaft eingerichtet werden. Als Kolumbus entgegnet, dass er wisse, was Gewalt ist und er daher den Frieden wünsche, argumentiert Vendrino dagegen: Er wisse, was Frieden sei und wolle das Geschäft. Eingeborenenmädchen unter der Führung von Anacoana tanzen für die Spanier; Anacoana verführt Kolumbus und erklärt ihm den Begriff Tabu.
1969. Pepi erklärt seinen amerikanischen Gästen im Goldenen Anker, dass nach der Entdeckung Amerikas die Europäer auch die amerikanische Frau entdeckt hätten, wovon sich Europa bis heute nicht erholt habe. Außerdem hätten sich bald, wie immer in besetzten Ländern, Schwierigkeiten gezeigt.
Um 1493. Vendrino erklärt in Spanien die Verhältnisse in den Kolonien. Mit Unsitten wie freien Wahlen sei aufgeräumt worden, jetzt würden alle Funktionsträger einfach ernannt. Die Eingeborenen hätten früher Wild gejagt, jetzt würden die Spanier die Eingeborenen jagen, dies habe sich durch die Rassenprobleme ergeben, die ja vorher nicht da gewesen wären. Positiv sei die Entdeckung der Kartoffel, aus denen sich Kartoffelpuffer machen ließe. Bei einem Testessen kritisieren einige Teilnehmer die neue Speise, die nach Baumrinde schmecke und die man besser an die Ketzer verfüttern solle, doch König Ferdinand ist von den Kartoffelpuffern begeistert, woraufhin alle Teilnehmer sofort ihren außergewöhnlich guten Geschmack loben. Königin Isabella schlägt eine Verfeinerung der Speise durch die Zugabe von Salz und Apfelmus vor.
Vendrino macht dem Hof auch klar, dass Kolumbus abgelöst werden muss. Dieser sei ein Idealist, kein Realpolitiker und habe nicht alle Tassen im Schrank. Als die Königin nach den Indianern fragt, antwortet Vendrino, dass viele in die ewigen Jagdgründe ausgewandert seien, man habe scharf durchgreifen müssen, da die Indianer weder Gold abliefern noch Steuern zahlen wollten. Auch hätten sie es abgelehnt, Christen zu werden.
Als aus Portugal die Nachricht eintrifft, dass Vasco da Gama den Seeweg nach Indien über die Ostroute gefunden habe, wird Kolumbus von allen Seiten als Betrüger bezeichnet. Er wird abgesetzt, Anacoana soll in ein Kloster eingeliefert werden.
1969, im Goldenen Anker. Der 25te Pepi erklärt, dass Kolumbus nach seiner Absetzung bei seinem Vorfahren Pepi geblieben sei und dieser die Kneipe aufgemacht hätte. Einmal in der Woche hätten sich dort Kolumbus und andere Teilnehmer der ersten Entdeckungsreise getroffen.
Um 1505, im Goldenen Anker. Kolumbus und seine Kumpanen sitzen am Stammtisch und essen wie immer Erbsensuppe, als Amerigo Vespucci eintritt. Vespucci erklärt Kolumbus, dass dieser gar nicht nach Indien gereist sei, sondern einen neuen Erdteil entdeckt habe, der nun nach ihm, Amerigo, Amerika genannt werde. Kolumbus solle doch ein Buch über seine Reisen schreiben. Kolumbus lehnt ab, doch Vespucci beharrt darauf: Völker bräuchten eben Helden, um sich selbst zu bestätigen. Außerdem habe er selbst schon in einem Buch die Geschichte vom Ei des Kolumbus kolportiert. Als er die Ei-Technik auf dem Stammtisch demonstriert, sind die Seefahrer empört; das sei doch alles gelogen. Vespucci winkt ab und erklärt im Weggehen, dass man große Männer bewundern, aber nicht kennenlernen solle.
Kolumbus schält sich bedächtig ein Ei und sinnt darüber nach, dass er nun auch noch Amerika entdeckt habe, und erklärt Pepi, dass man als Person der Zeitgeschichte alles zugeben könne, nur nicht, sich geirrt zu haben. Irgendwann werde Amerika mal in aller Munde sein. In der Neuen Welt werde es auch den Armen gut gehen, Hautfarbe und Rasse werde keine Rolle mehr spielen, niemand werde unterdrückt werden und Gold werde selbstlos an alle Länder verteilt werden. Am Ufer werde eine Statue stehen mit einer biblischen Inschrift, dass hier das Paradies der Welt ist.
1969. Pepi erklärt im Goldenen Anker, dass Kolumbus damals allerdings auch gesagt habe, dass diese Prophezeiung nicht für die Öffentlichkeit bestimmt sei, da sie so schön klinge: „Zu schön. Es klingt zu schön“. Ein Kellner kommt herein und ruft „Lunch is ready, ladies and gentlemen“. Lustige Musik setzt ein mit Marschmusik-Elementen von John Philip Sousa.

## Produktionsnotizen
Die Dreharbeiten fanden vom 19. Mai bis zum 14. Juni 1969 im HR Fernsehstudio 1 in Frankfurt am Main statt. Die Inszenierung weicht in Teilen deutlich von der Vorlage ab. So ist das Setting mit der Kneipe einschließlich der Figur des 25. Pepi erfunden; im Original gibt es eine Eingangsszene, die in der Gegenwart von 1931/32 in einer deutschen Schule mit ca. 12-jährigen Schuljungen spielt, in der ein Lehrer die Jungen nach der Entdeckung Amerikas fragt und nur vage Antworten erhält.
Das Stück wurde nach 1932 erst wieder 1960 vom Stadttheater Dortmund unter Paul Walter Jacob anlässlich des 70. Geburtstags von Tucholsky inszeniert. Im Juni 1961 erfolgte eine Inszenierung am Volkstheater Rostock, die 1962 trotz des inzwischen erfolgten Mauerbaus auch in Bremen aufgeführt wurde. Die Erstveröffentlichung des Bühnentextes erfolgte anlässlich des 50. Todestages von Tucholsky und des 45. Todestages Hasenclevers 1985 durch Peter Moses-Krause; die Fernsehsendung wurde in der Nachbemerkung allerdings nicht erwähnt.

## Trivia
- Die Rolle des Vendrino ist nach Moses-Krause an die Figur des Herrn Wendriner angelehnt, der in mehreren Geschichten Tucholskys auftritt.
- Hannelore Elsner trat als Indianermädchen – für diese Zeit im deutschen Fernsehen höchst ungewöhnlich – fast barbusig vor die Kamera.

## Überlieferung
- Die Produktion wurde 2012 von Pidax auf DVD ediert.